# トリックスター (オンラインゲーム)
トリックスター（旧称トリックスター+、トリックスターラブ）は、韓国のNtreev Softが開発、株式会社ゲームポットにより日本展開されている多人数プレイ型ロールプレイングゲーム。種類としてはMMORPGに属する。日本国内では、2005年3月1日に正式サービスを開始し、2005年10月12日のアップデートにより『素敵な出会い トリックスター』から『みみとしっぽの大冒険 トリックスター+』に変更となり、2007年8月7日のアップデートにより『みみとしっぽの大冒険 トリックスター0 -ラブ-』に変更となり、2010年4月27日のアップデートにより『みみとしっぽの大冒険 トリックスター』に戻った。2012年7月18日に運営をジークレストからゲームポットに移管した。
2014年1月28日をもって、ゲームポットでのサービス提供を終了した。
本項では、2016年5月24日にサービスを開始したスマートフォン・タブレット用アプリゲーム『トリックスター 召喚士になりたい』についても取り扱う。
なお、韓国版は트릭스터（トゥリクスタ）、中国版は星钻物语、香港版・台湾版は卡巴拉島（カパラ島 = カバリア島）、英語版・タイ語版はTricksterと呼ばれている。

## 特徴

### グラフィック
キャラクターデザインは動物をモチーフとしているが、実動物ではなく「動物に仮装している」ことに特徴がある。マップ構造、モンスターのグラフィックは2Dであり、その意味ではラグナロクオンラインとの類似点がある。
狩りをしてモンスターを倒す形式のネットゲームであるが、他社の類似のシステムとは違い、「ドリル」と呼ばれるものでもアイテムを入手でき、レベル（後述）も上がりやすいことから初心者にも易しいといえる。
キャラクターにアイテムを着用させて見た目の変更、及び性能の向上を図るほか、行動の際の根城とするマイキャンプを装飾することもできる。その中に他プレイヤーを招き入れることもでき、電子おままごとの要素もある。

### ID登録数
日本国内でのID登録数は2008年4月に120万IDを突破したという。
なお、台湾など海外からの接続者もゲーム内で確認することができるが、規約上海外からの接続は本来禁止されている。
また、ゲームポットに運営移管した以降、海外からの接続が規制対象になったという。

### 世界観
物語は世界屈指の巨大企業・メガロカンパニーのオーナーで億万長者であるドン・カバリアの突然死から始まる。
遺言で、彼が社運をかけて建設した巨大テーマパーク・トリックスターのゲームをクリアし、財産を見つけた者に全財産を譲ると発表される。そのテーマパークは、彼が所有する太平洋の孤島・カバリア島にあり、彼自身が開発した仮想現実ゲーム「トリックスター」を基に作られたもの。尚、その中に入るにはプレイヤーは動物の仮装をして入らなければならない。

### 料金システム
基本的なプレイ料金においては無料で、アイテム課金制度を採っている。そのほかにも、課金限定のペットや装備、POTなど、プレイ上有効なアイテムもあり、無期限で使用できるペットや、狩りの時や対人プレイ時に有効な速度上昇装備に人気がある。ペットは課金してなくても買う事ができたりイベント（後述）で獲得することができるが、基本的には課金で手に入れられるもののほうが高性能である。また、200円で購入するガチャコインを使ってプレイするガチャ限定アイテム（フィールドをコインを1～3枚消費することによりドリルで掘ってアイテムをアットランダムに入手）は通常普通に買える課金アイテムより性能は格段に上であり、課金プレイヤーと非課金プレイヤーの差は大きい（Lv.100がLv.200を圧倒してしまう程である）。
ゲームに有利なアイテムのほか、キャラクターやマイキャンプの装飾アイテムも販売されている。ゲームを進める上の強さに影響しない場面での課金方法はイメージとしてはアバターに近い。有効期限が3ヶ月しかなかったが、2011年後期のアップデートにより無期限に変更された。

### メンテナンス
毎週火曜日の10時から16時(2007年5月29日の定期メンテナンス以前は11時から15時)にかけて定期メンテナンスが行われるほか、必要に応じて緊急メンテナンスも行われる。トリックスターがトリックスター＋になる際は、予定時刻を大幅に過ぎても作業が完了せず、26時間という長時間にわたるメンテナンスが行われた。
かつては緊急メンテナンスが頻繁に行われており、定期メンテナンスの終了時間も延びるのが普通であったが、2006年は以前より安定し、臨時、緊急メンテナンスの回数は減少した。しかし、2007年度に入り度々定期メンテナンスの時間延長を行うようになり、2007年6月5日の定期メンテナンスより、メンテナンス時間を10時から16時に当面の間変更されることになった。公式サイトではバグの解消、ラグの改善、不正行為対策のためと発表されたが、2007年6月から不正利用者の取締りが強化され、不正利用者は処分され、その件数は毎月発表されるようになった。
2006年11月14日、二次転職が実装されたが、実装直後にバグが発覚、その直後に行われた緊急メンテナンスも効果がまったくなく、憤慨するプレイヤーが続出した。ラブ化中の現在、大型アップデートが続き、それに伴うバグ・不具合が大量発生し、事実上放置されているが、運営側がその修正ではなく、ゲームの宣伝の方に力を入れているため、そのことを強く不満に思っているユーザーが多い。

### 不正利用状況
トリックスターでは不正利用者が後を絶たなかった。2006年8月22日にnProtect GameGuardが導入され、不正利用者がやや減ったが、それでも一部ユーザーにより、
- 不正プログラムの利用
- RMT
- アイテム増殖
- 誹謗中傷行為
- 不正アクセス

などが密かになされ、ラグの一因ともなっていた。度重なるユーザーの抗議により、2007年6月よりジークレストが取締りを強化し、改善の兆しを見せている。
2009年7月21日には、アイテム増殖行為に対する監視体制が強化された。
2009年8月7日には、不正アクセスが発覚し、翌日にわたる緊急メンテナンスで、不正監視プログラムが実装され、不正アクセスを行っていた人に対し、アカウント停止措置およびIP制限が実施された。

## ゲームシステム

### ゲーム開始方法
トリックスターは他のネットゲームとは違い、ゲームソフト単体ではゲームを起動できず、ブラウザからログオンした上でユーザーページからゲームをスタートするという特徴がある。ログオンするサイトとしては、公式サイトのほかにハンゲーム、Lievoがある（どこのサイトも最低限の情報は書いているが、公式サイト以外では、一部情報の閲覧ができない。また、ハンゲームから公式サイトのIDへのログオンなどのように、他サイトにあるIDへのログオンは当然であるができない。ネットマーブルは2008年3月25日に、BB Gamesは同年4月15日にサービスを終了した）。

### キャラクター
男性、女性、及び攻撃型(3種類)、魔法型、感覚型、魅力型のキャラクタータイプから合計9種類を選択可能。プレイヤーの性別に無関係にキャラクターを選択できる。リアルな人間が動物の仮装をしている設定なのでキャラクターたちはそれぞれに職業を持っている。
声の演出は「トリックスター～召喚士になりたい～」のもの
- 攻撃型
  - 攻撃力特化型キャラクター。強い物理攻撃力を持つ
  - 男性キャラはバッファロー（CV：石谷春貴）、格闘家
  - 女性キャラ1はバニー（CV：寺崎裕香）、ボクシング部所属の女子高生
  - 女性キャラ2はポーラー（CV：小日向みゆき）、女子中学生
- 魔法型
  - 魔法力強化型キャラクター。強い魔法攻撃力を持つ
  - 男性キャラはドラゴン（CV：森嶋秀太）、呪術師
  - 女性キャラはシープ（CV：桜咲千依）、図書館司書
- 感覚型
  - 感覚力強化型キャラクター。感覚が鋭く発掘の際にアイテムを見つけるのが上手
  - 男性キャラはライオン（CV：西谷亮）、プラモデル職人を目指すエンジニア
  - 女性キャラはフォックス（CV：山本亜衣）、考古学者
- 魅力型
  - 魅力強化型キャラクター。体力に優れ耐久力が高い
  - 男性キャラはラクーン（CV：丸高大知）、新人教師
  - 女性キャラはキャット（CV：一宮朔）、モデル

### 戦闘方法
敵をクリックすることで攻撃を行う。
敵の強さはカーソルを合わせて右クリックすることによって「Lv.」という形で表示されるため、自分の能力では倒せない敵に誤って攻撃する危険性を回避でき、場合によっては逃げることもできる。
初心者向きフィールドにおいては先制攻撃をする敵もほとんどいないため、自分のペースで戦える。
スキル（後述）を覚えれば、スキルによる攻撃も可能である。
戦闘によって減少したHP、MPは戦闘状態を離れることによって回復させることができる。また、pagedownキーを押して座ることによって回復量を増し、さらにpagedownキーを押して眠ることができる。pageupキーで立ち上がることが出来る。また、回復アイテムの使用も特定のマップを除いて常時可能であり、戦闘中でも迅速に多量のHPを回復できる。

### BaseレベルとTMレベル
トリックスターにはBaseレベルとTMレベルの2種類のレベルがある。
Baseレベルは、基本的な能力に関するレベルである。これが上がるとHP値やMP値などの各種基本能力が上昇する。また1レベルアップごとに4ポイントずつボーナスポイントが得られる。このボーナスポイントは、プレイヤー自身が、自分の伸ばしたい各種基本能力に自由に振ることができる。
TM(タイプマスター)レベルは、スキルに関するレベルである。1レベルアップごとに1ポイントずつTMポイントが得られる。このTMポイントを利用し、スキルの習得およびレベルアップを行う。
敵との戦いや、クエストをこなすことでBase経験値やTM経験値を得ることができる。
戦闘やドリルの使用などでは両方の経験値を得られるが、クエスト達成で得られる報奨としての経験値はどちらか一方のみのことが多い。ただし最近実装されているクエストは両方もらえることが多い。

### スキル
初期状態では試用スキルとして一つだけスキルが取得されている。
他はスキルマスターと呼ばれるNPCが存在し、彼らから購入したスキルカードを使用することで習得する。習得可能なスキルは職ごとに異なり、また一次職以降はキャラクターの性別によってもスキルが異なる。
各スキルは習得する際とスキルのレベルを上げる際にTMポイントを使用する。しかしイベントで手に入れられるスキルなど、一部のスキルに関してはその限りではない（代表例：ホワイトスノーやデンジャラスファイヤーなどのイベントスキル）
また、一定のガチャコイン（課金アイテム＝一枚200円で一回）を買ってプレイするガチャドリルの景品として限定スキルの実装もされている。

### 転職
日本国内では、2005年9月13日付けで「一次転職システム」が実装され、一定のレベルとアイテムを条件に、基本職から一次職へと転職する事が可能になった。転職後はキャラクターグラフィックが変化し、さまざまな追加スキルが習得できるようになる。更に、2006年11月14日より「二次転職システム」(後述)が実装された。
また、基本職では同タイプならば男性キャラクターと女性キャラクターでスキルは共通しているが、一次職以降は各職専用のスキルを習得するので差が出てくる。

#### 一次転職
戦士(バッファロー)
範囲攻撃など、多数の敵を相手に戦える技を覚える。
ボクサー(バニー)
1対1に特化した技を覚える。
ブリーダー(ポーラー)
ピコピコハンマーを使った技を覚える。
魔道士(ドラゴン)
光系は回復魔法、闇系は攻撃魔法スキルを主体に覚える。魔法の威力では闇が、命中精度では光が上回る。
吟遊詩人(シープ)
水、雷、火、土、風の5属性の魔法から隣接する2属性までを習得できる（例;風と水）。
発明家(ライオン)
銃に関したスキルを中心に覚える。
冒険家(フォックス)
ドリルに有利なスキルや、地雷によるトラップ攻撃を覚える。
マジシャン(ラクーン)
カードを利用したスキルを覚える。
アイドル(キャット)
回避力に依存するスキルや、攻撃力が莫大に上がるが防御力などが下がってしまう変身スキルなどがある。

#### 二次転職
2006年11月14日のアップデートで特定の条件を満たす事で更に上位の職業に就く事の出来る「二次転職システム」が実装された。一次職の能力と特性をより特化させた「専門職タイプ（通称:特化）」と異性の一次職のスキルを習得できる「エキスパートタイプ（通称:ハイブリッド）」に分岐している。ドラゴンのみ一次職での属性により特化職が分岐。なおハイブリッドは異性1次職スキル習得に対し僅かな制約がある。カード識別スキルと共に、ソウルシード習得の前提条件でもある。
グラディエイター(バッファロー、特化)
さらに強力な範囲攻撃を習得。特殊な武器で威力が上がる。
マジェスティー(バッファロー、ハイブリッド)

チャンピオン(バニー、特化)
さらに高い攻撃力で敵に強力な一撃を与えるスキルや、高い命中率を誇る。
デュエリスト(バニー、ハイブリッド)

テイマー(ポーラー、特化)
ピコピコハンマーをさらに強化するスキル。
プリースト(ドラゴン、特化)
光属性を習得していないと選択できない。強力な回復魔法と一定ダメージを完全防御する魔法を覚える。転職後の属性変更は不可能。
ダークロード(ドラゴン、特化)
闇属性を習得していないと選択できない。強力な闇属性魔法とそれに伴い敵を状態異常にする魔法を覚える。特殊な武器で威力が上がる。転職後の属性変更は不可能。
ウィザード(ドラゴン、ハイブリッド)
転職後の属性変更可能。
ソウルマスター(シープ、特化)
1次職で選択した2属性をさらに強化できる。転職後の属性変更可能。
セイレーン(シープ、ハイブリッド)
転職後の属性変更可能。
クリエイター(ライオン、特化)
さらに強力な銃スキルと各種アイテムの作成スキルを覚える。
サイバーハンター(ライオン、ハイブリッド)

アサシン(フォックス、特化)
姿を消したり多数の地雷や、暗器攻撃スキルを覚える。
ハンターロード(フォックス、ハイブリッド)

ギャンブラー(ラクーン、特化)
名前通り博打要素の強い技を覚える。
デューク(ラクーン、ハイブリッド)
アイドルの変身スキルは習得できない。
プリマドンナ(キャット、特化)
変身したり、敵の攻撃を和らげたりするスキルを覚える。
ディーバ(キャット、ハイブリッド)
マジシャンの変身スキルは習得できない。

### トリックスター覚醒とソウルガーディアン
日本国内では、2009年10月20日のアップデートで「サプライズスポット」、「カード識別スキル」、「ソウルシード」、「ソウルガーディアン」のシステムが実装され、一定のレベルとクエスト達成を条件に、ペットとは別に、ソウルガーディアンを連れて歩けるようになった。

#### サプライズスポット
宝の地図の切れ端を復元し、指定の場所でドリルを行うことで、様々なアイテムを発掘できる。

#### カード識別スキル
トリックスターの謎を解くという16枚のシークレットカードを集めるためのスキル。二次転職と共にソウルシード習得の前提条件でもある。

#### ソウルシード
トリックスター覚醒の途中で獲得できるアイテム。ソウルシードを育て、孵化させ「ソウルガーディアン」を得ることで、「トリックスター」へと覚醒できる。

#### ソウルガーディアン
ソウルシード、二次転職を習得し、トリックスターへと覚醒すると、魂に根付いた「ソウルシード」から「ソウルガーディアン」が誕生する。
4種＋アイテム課金による1種の合計5種類がある。
セフィレンス
攻撃型。人間タイプ。
ティグリム
魔法型。アンデッドタイプ。
イプリオン
感覚型。獣人タイプ。
クルーセイフ
魅力型。リビングアーマータイプ。
スピネル
万能型。誕生までの過程で攻撃、魔法、感覚、魅力のどれかになる。どのタイプになっても姿は変わらないが色合いは変化する。

### イベント
ゲーム内ではGM主催によるイベントが1ヶ月に1回程度あり、その詳細についてはメールマガジン（任意）によってユーザーにも随時送信される。
ゲーム内で個人が非公式に行うイベントも頻繁にある（代表例：パラダイスの○×エリアでの○×イベント）。

### 合成
合成とは、複数の特定のアイテムを集め、初級合成士ポールか中級合成士ナディアに手数料としてゲルダ（ゲーム内通貨）を支払い、合成を頼むことにより、別のアイテムを手に入れるシステム。
合成には、成功率があり、必ず成功するとは限らない。成功率は、合成するアイテムによって変わる。失敗すると、合成廃棄物というアイテムになる。合成後の成功アイテムは、比較的元のアイテムよりステータスが上昇する。キャラクターの感知力が強いと成功する確率が上がる。

### 成長合成
成長合成は、成長合成士ネイトに手数料であるゲルダと成長合成アイテムを渡し、装備にそのアイテムを合成することにより、ステータスをアップする事ができるシステム。
合成とは異なり、必ず成功するが、能力にばらつきがある。装備ごとにスロットがあり、その数しか成長合成を行うことができない。キャラクターの幸運が高いと高能力値が付く確率が上がる。たびたびキャンペーンが行われており、その場合手数料や確率が変動する。

### 製錬
製錬は、鍛冶屋マックスに手数料であるゲルダと、鉱山で採れる鉱石を渡し、装備アイテムを鍛えてもらうことにより、ステータスを上昇させる事ができるシステム。
ただし、失敗すると、通常アイテムだと、それ以上製錬できず、装備もできない。マイショップ装備の場合、製錬失敗すると製錬はできないが、装備はできる。成功率は、精錬システムの変更によりどの種類も同じになり、製錬Lvをあげるたびに、次に精錬するときの成功率は落ちていく。また、製錬は精錬する装備の精錬LVが13になるまでできる。たびたびキャンペーンが行われており、その場合手数料や成功確率が変動する。またサプライズスポットで入手できる鉄敷の石や、マイショップに売られている各鉄敷を使用して成功確率をあげることができる。なお、各鉄敷は　精錬する装備の次の精錬Lv分だけ必要となる。

### 焼き入れ
焼き入れは、工芸家アシュターに手数料であるゲルダと、装備アイテムとその装備レベルに合った「キオスの羽毛」というアイテムを渡し、ステータスを再設定するシステム。
ただし、失敗するとステータスが下がることがある。

### トリックフォーチュン
2008年11月25日に実装されたシステムで、星を見る少女エイルというNPCに話しかけることにより占いをし、「星のカード」という専用アイテムを用いて攻撃力・命中率・敏捷・魔力・魔法防御・感知・幸運・防御・回避のうち幾つかのステータスの一時的な上昇を行うことができる。

### 個人ショップ
個人ショップは、任意のタイミングで、NPC周辺、ワープ周辺、バトルフィールド以外のどの場所でも建てることができる。また、閉鎖するのも自由で、ショップ開設中はショップコマンドとチャットコマンドしか利用できない。自分で値段と個数を指定し、購入するのも自由である。

## エリア

### 街
ブルーミングコーラ
景観が美しいコーラルビーチ地域の街。初心者が拠点とするところ。
パラダイス
砂漠が広がるマリンデザート地域の街。低級者プレイヤーの街。
メガロポリス
ゲーム中で最もプレイヤー間の取引が盛んな街。カバリア島の首都と呼べる場所。
アステカ
カバリア遺跡やスワンプへと繋がる街。
ウブス港
歓迎学園、マーメイドパレス、蜃気楼の島へと繋がる港町。
アクアリース
ゴーストブルーにある深海の街。
カルバイガル
スワンプへ繋がる街。
プラトニア
Lv290以上の冒険者に適した、深淵地域へ繋がる街。

### フィールド
コーラルビーチ
フィールド1～4。初心者ゾーン。
マリンデザート
マリンデザートへの道、フィールド1～7。初心者ゾーンを抜け出した低級者ゾーン。
メガロポリスフォーレスト
フィールド1～3。カバリア島の中央にある森。マリンデザートを終えた後の中級者向けゾーン。
カバリア遺跡
カバリア遺跡への道、フィールド1～3。カバリア島にある古代遺跡。
ウブス港・歓迎学園
ウブス港入口への道、フィールド1～5、歓迎学園登校路。
マーメイドパレス
フィールド1～4。ウブス港からマーメイドパレスへの道1,2を通って辿り着くゾーン。
蜃気楼の島
フィールド1～7。エピソード2を進めると、ウブス港から船で渡ることができる。
ゴーストブルー
フィールド1～4。メガロポリスフォレスト1からゴーストブルーへの道1,2を通ってたどり着くゾーン。
ローズガーデン
フィールド1～4。メガロポリスの北東にある英国風庭園。
ブラックスワンプ
スワンプへの道、フィールド1～6。カバリア遺跡の西にある沼地。
スノーヒル
霜の風のフォーレスト1・2、スノーヒルへの道、フィールド1～4。メガロポリス北西の先にある人工雪でできた雪原。上級者ゾーン。
テチチ火山
テチチ火山への道1・2、フィールド1～5。スノーヒルの先にある火山灰の積もったフィールド。上級者ゾーン。
タバスコ火山
フィールド1～5。テチチ火山の先にある火山地帯。上級者向けゾーン。
深淵
ノーラの下水管の奥にある、Lv290以上の冒険者に適した超上級者向けゾーン。

### ダンジョン
コーラルビーチダンジョン
コーラルビーチからマリンデザートへ抜けるダンジョン。
ピラミッド
ダンジョン1～7。マリンデザートの地下に拡がるダンジョン。中級者向け。
ポプリダンジョン
ダンジョン1～5。メガロポリスフォーレストの地下に拡がるダンジョン。
カバリア遺跡ダンジョン
ダンジョン1～4、トライデント迷路。カバリア遺跡の地下に拡がるダンジョン。
歓迎学園
1階～3階、各4組、各階トイレ、別館2階。
マーメイドパレスダンジョン
マーメイドパレスへの道1,2、ダンジョン1,2。
蜃気楼の島ダンジョン
ダンジョン1, 2、ネペトリ神殿。
ゴーストブルーダンジョン
ゴーストブルーへの道1,2、ノーラの下水管。
バンパイアキャッスル
ダンジョン1～6。ローズガーデンの奥にあるダンジョン。上級者向け。
スワンプダンジョン
ダンジョン1～7。
地下開発室ダンジョン
地下通路1～4、開発室、システムコントロール室、一級統制室、ドン・ジュバンニ密室、会長室、額縁の中の海、秘密の部屋、石棺の中の空間。エピソードクエスト用マップ。
ブルーアイスダンジョン
ダンジョン1～5。スノーヒルフィールドの奥にあるダンジョン。上級者向け。
歓迎学園旧校舎
1階～3階。上級者向け。
黒い灰の火山ダンジョン
ダンジョン1～4。テチチ火山フィールド3に繋がっているダンジョン。上級者向け。
混沌の塔
1～72F。～24Fは中級者　～48Fは上級者　72F周辺は超上級者向け。
去年の10月頃？にできた塔で上層階では深淵に勝るとも劣らない強さになる。
12の倍数の階にはボスがいる。

### 鉱山
ドリルを使って製錬に使う鉱石を採取する場所。また、各鉱山には廃鉱があり、そこにはパーティプレイヤーのみが進入できる強力なモンスターが存在する。
- マリンデザート鉱山 クリスタルコッパー
- カバリア遺跡鉱山 ジェイドスチール
- スワンプ鉱山 シルバージュエリー
- スノーヒル鉱山 プレシャスジュエリー
- テチチ鉱山　ゴールドアッシュ
- タバスコ鉱山 サイレントラバー

## トリックスター 召喚士になりたい
『トリックスター 召喚士になりたい』は、iOS/Androidのスマートフォン・タブレット用アプリゲーム。2016年5月24日より配信。2019年4月25日をもってサービス終了した。

## Webラジオ
『トリックスター〜召喚士になりたい〜』のサービス開始に伴い、『トリスタラジオ!!』のタイトルで2016年3月3日から5月26日まで音泉にて配信された。隔週木曜に更新。パーソナリティは藤井アユ美（ブルペン子 役）と東城日沙子（セリア 役）が務めた。

## タイアップ
「人気声優タイアップ企画」として声を吹き込んだキャラクターがゲーム内に登場する。
- PC版
  - 辻あゆみ - イベント出演等
  - 月面兎兵器ミーナ - キャラクターが登場
  - スフィア - イメージソング「Treasures!!」
  - 後藤邑子
  - 下野紘
  - 日笠陽子
  - 福山潤
  - 新谷良子 - イメージソング「Magic Spell」
  - 千葉紗子
  - 荒浪和沙
  - 若本規夫
  - 沢城みゆき
  - 井上麻里奈
  - 茅原実里 - 声優アワードタイアップ企画
  - 侵略!イカ娘 - キャラクターが登場
  - ひぐらしのなく頃に煌 - キャラクターが登場
  - 小林ゆう
  - スカッとゴルフ パンヤ - トリックスターの運営元がゲームポットに移管された事に伴い、スカッとゴルフ パンヤとのコラボレーションが発表された[3][リンク切れ]。2016年には「トリックスター〜召喚士になりたい〜」でもコラボレーションが行われた。
  - 鈴村健一
  - LISP - イメージソング「ある意味!この旅!!センセーション!?」

- スマートフォン版
  - ハッカドール - キャラクターが登場
  - SHOW BY ROCK!! - キャラクターが登場